# 第二次三水戰鬥
三水戰鬥發生於1929年12月13日，地點則是在中國粵中一帶，是國民革命軍內部所發生的內戰戰鬥之一。三水戰鬥的交戰雙方，一方為粵軍蔡廷鍇部，另一方為桂軍黃紹雄部。